# 梁伯康
梁伯康（?—?），嬴姓，名康，是秦仲的儿子，秦庄公的弟弟，秦襄公的叔父。
前822年，秦仲在和西戎作战时战死。周平王即位后，念及秦仲之功，于公元前768年封秦仲的小儿子康为梁伯，在夏陽梁山（陝西省澄城縣東北）建立梁国。